# Yville-sur-Seine
Yville-sur-Seine és un municipi francès, situat al departament del Sena Marítim, dins la regió de Normandia.